# José Serra y Porson
José Serra y Porson (Roma, 1828-Barcelona, 1910) fue un pintor español.

## Biografía
Nacido en 1828 en Roma, fue discípulo de la Escuela de Bellas Artes de San Fernando. En la Exposición Nacional celebrada en 1864 en Madrid presentó las siguientes obras: El pobre ciego, El misterioso marqués de Saint-Germain (época de Luis XV), Escena flamenca, Wan-de-Velde haciendo estudios de paisaje, Cabeza de estudio (tipo italiano) y Una liebre, un pato y varias aves. Por este último cuadro, que forma parte de la colección del Museo del Prado, le fue concedida una medalla de tercera clase. El titulado Escena flamenca fue adquirido por Sebastián Gabriel de Borbón.
En las exposiciones provinciales de Barcelona verificadas en los últimos años presentó, entre otros muchos asuntos, los que siguen: Una joven alemana, La mendiga, El organillo, Un fraile en oración, Un pato y una perdiz, Un establo, El pico de las águilas (paisaje), Unas frutas, Una mártir, Galanteos (época de Luis XV), Dos grupos de flores, Un caballero flamenco, El anticuario (época de Luis XV), Dos pájaros, Las flores del campo, Futilidades de un mignon (época de Enrique III), Una catalana, Un catalán, Rubens volviendo de una cacería, Alemania en 1400, numerosos paisajes, tres cabezas de estudio, Un trompeta, Polichinela, Un guardia, Un músico, En casa del joyero, El armero, Alihotas extrayendo la sangre del corazón de un niño, Un vendedor de pájaros, Un enano, Retrato de D. Alberto Pujol para la sala rectoral de Barcelona y otros muchos. Falleció en 1910 en Barcelona.